# Andrew Pickering

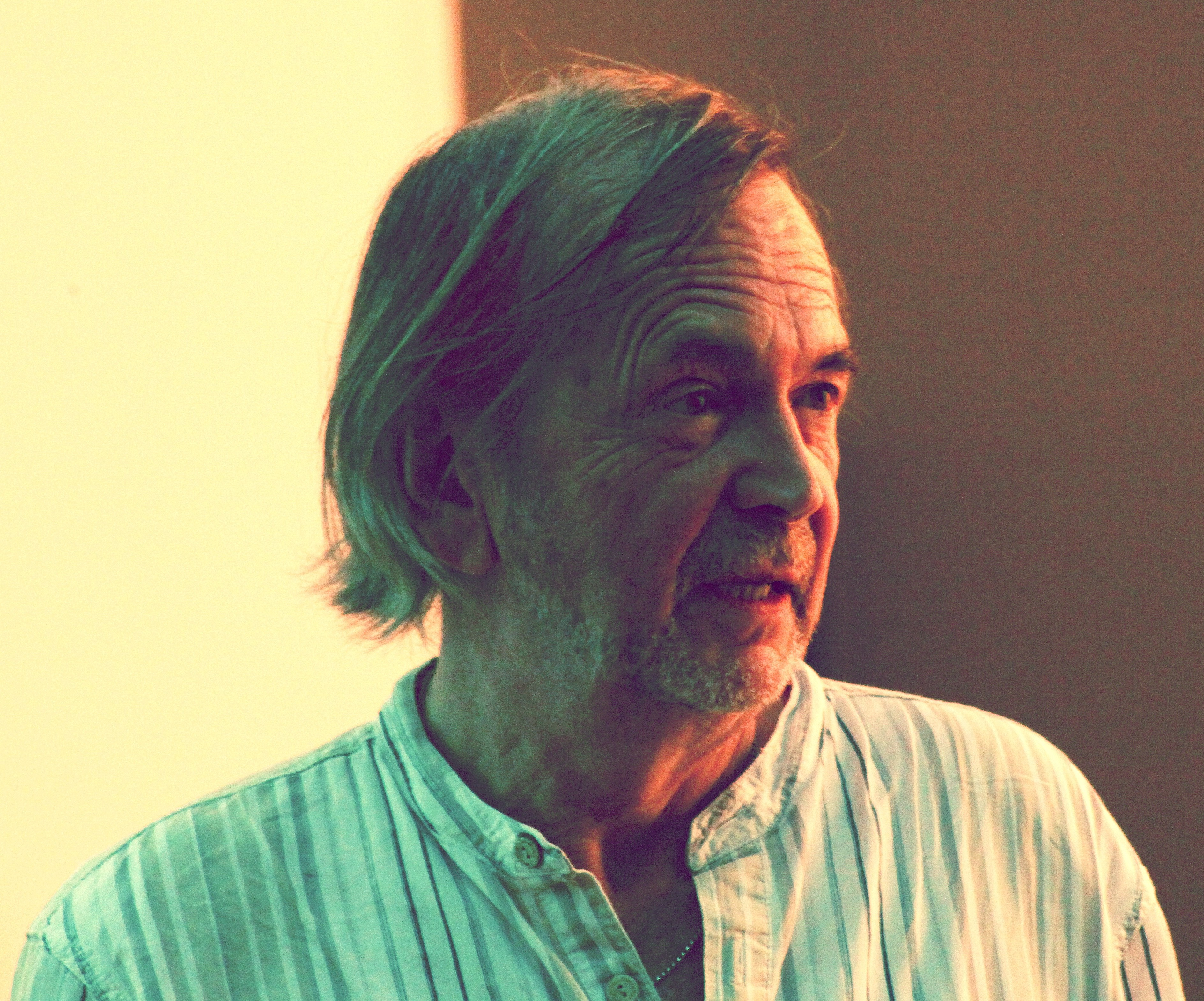
Andrew Pickering in 2011

Andrew Pickering is een Brits socioloog, filosoof en wetenschapshistoricus. Hij is vooral bekend omwille van zijn wetenschapshistorisch werk rond  20e-eeuwse deeltjesfysica en heeft invloed in disciplines zoals wetenschapssociologie en science studies.
Na een doctoraat in de fysica aan de universiteit van Londen behaalde hij vervolgens een doctoraat in science studies aan de universiteit van Edinburgh. Hij brak door met zijn boek Constructing Quarks: A Sociological History of Particle Physics (1984) waarin hij de geschiedenis van deeltjesfysica beschrijft en onder meer claimt dat er een breuk plaatsvond tussen twee theoretische paradigma's, de zogenaamde 'oude fysica' die rond 1970 werd verdrongen door een 'nieuwe fysica' die voornamelijk geïnteresseerd is in het zoeken naar vreemde en zeldzame fenomenen, zoals quarks. Het boek lokte vooral ook veel reactie uit omwille van Pickering's argument dat quarks niet zozeer ontdekt werden, maar eerder het product zijn van een sociale constructie, gestuurd door de interesses van bepaalde groepen wetenschappers. 
In later werk zoals The mangle of practice (1995), deels geïnspireerd door Bruno Latour, neemt hij afstand van een strikt sociologisch standpunt, en stelt hij nog wel dat het om een proces van constructie gaat, maar een waarin mensen en fenomenen gezamenlijk bijdragen tot de constructie.
In recenter werk legt hij zich dan weer toe op de geschiedenis van de Britse cybernetica na de Tweede Wereldoorlog.